# První křížová výprava proti husitům
První křížová výprava proti husitům byla vyhlášena 1. března 1420 papežem Martinem V., zvoleným na koncilu v Kostnici, a byla namířena proti českým kacířům - husitům. V čele výpravy stál uherský a římský král Zikmund Lucemburský, který měl po svém zemřelém bratru Václavu IV. oprávněný nárok na český trůn. Po nezdařilém pokusu křižáků o vyhladovění Prahy a odražení jejich útoku na vrch Vítkov se Zikmund Lucemburský tohoto pokusu o vojenské potlačení husitů vzdal. 28. července se nechal na Pražském hradě korunovat českým králem, rozpustil svá vojska a spěšně Prahu opustil. Tato křížová výprava byla první ze série pěti neúspěšných křížových výprav vyhlášených v letech 1420-1431 proti husitským Čechám.

## Události předcházející výpravě

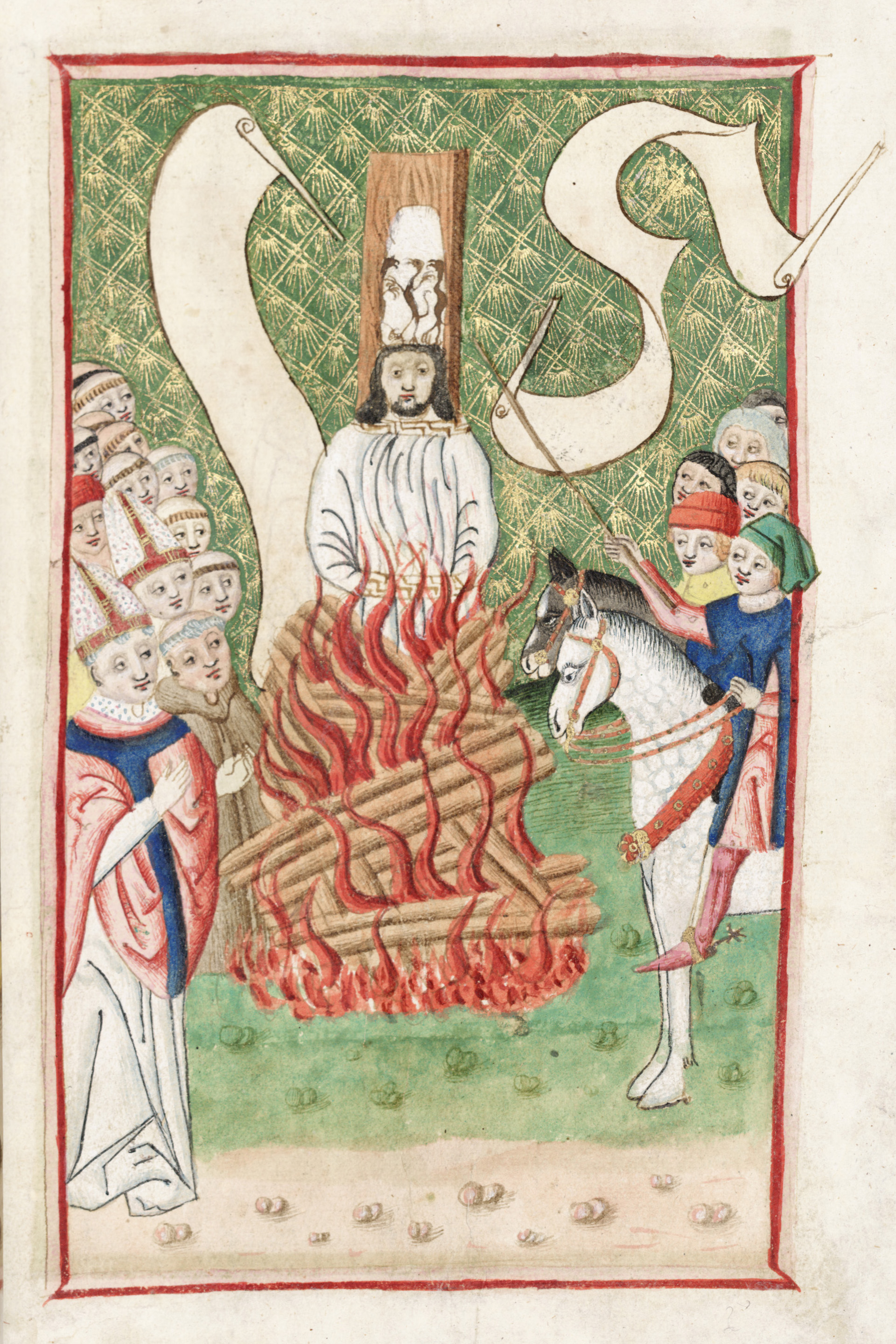
Upálení Jana Husa, Jenský kodex, 15. století

V Českých zemích rostla na konci 14. a počátku 15. století všeobecná nespokojenost. Král Václav IV. nebyl natolik schopný, aby jako římský král dokázal čelit papežskému schizmatu. Nespokojenost a potřebu reformy církve hlásali kazatelé jako Jan Hus, Jeroným Pražský nebo Jakoubek ze Stříbra, kteří brali inspiraci v práci anglického teologa Johna Wycliffa. Říšská i česká šlechta nebyla s Václavovou nečinností spokojená a tak mu byla roku 1400 odebrána koruna římského krále. Poté, co byl římským králem roku 1411 korunován Václavův bratr, Zikmund Lucemburský, byl na nátlak nového panovníka roku 1414 svolán Kostnický koncil, který měl za cíl vyřešení papežského schizmatu a prodiskutování učení Johna Wycliffa a Jana Husa. Jan Hus byl koncilem odsouzen a upálen jako kacíř 6. července 1415. Stejně bylo naloženo 30. dubna 1416 i s jeho přítelem Jeronýmem Pražským. Jejich upálení vedlo v Čechách k vlně odporu a k rychlému rozšíření husitských myšlenek. Radikalizace pražských husitů vedla 30. července 1419 k defenestraci. 16. srpna umírá patrně raněn mrtvicí český král Václav IV. Ovdovělá královna Žofie prosazovala právo svého švagra Zikmunda Lucemburského na český trůn. Čechy zachvacuje bezvládí a boje mezi příznivci kalicha a katolíky. Na Vánoce 1419 se Zikmund dostavil na zemský sněm do Brna, kde jej moravští šlechtici, jak katolíci, tak kališníci, přijali za svého pána a Zikmund obdržel titul moravského markraběte. Čeští husité korunu nabízeli s podmínkou, že Zikmund povolí v zemi přijímání pod obojí. To Zikmund Lucemburský odmítl a další vzájemná jednání mezi oběma stranami tak ztroskotala. Římský a uherský král poté zamíří do slezské Vratislavi, kde se rozhodne připravit svá vojska pro podrobení Čech.

## Průběh výpravy

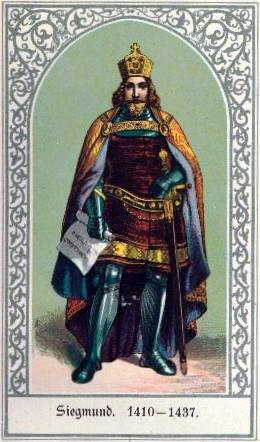
Římsko-německý král a vůdce první křížové výpravy do Čech Zikmund Lucemburský

1. března roku 1420 je papežem Martinem V. po naléhání Zikmunda Lucemburského vydána ve Florencii bula Omnium plasmatoris Domini, kterou je vyhlášena křížová výprava proti všem husitským kacířům v Českých zemích. Oficiálně pak byla křížová výprava vyhlášena ve Vratislavi papežským legátem Fernandem 17. března 1420. Do čela výpravy se postavil sám Zikmund Lucemburský, který shromáždil velký počet rytířů z Uher, Říše i mnoha dalších okolních zemí. Koncem dubna opustil Zikmund v čele vojsk Slezsko a přes Kladsko zamířil do Čech. 3. května před křižáky bez boje kapituloval Hradec Králové. Křižáci po obsazení Hradce směřovali do Kutné Hory, která byla obydlená především katolickými Němci. V Kutné Hoře přijal Zikmund v polovině května pražské vyslance, avšak tento poslední pokus o smír nevyšel, jelikož Pražané nepřistoupili na Zikmundovy podmínky, pro ně příliš tvrdé. Praha proto povolala na pomoc venkovské husity, byla systematicky opevňována, předzásobována a připravována na střet s křižáky. Husité ovládali obě pražská města Staré a Nové město pražské, ale Zikmund držel obě hlavní strategické jednotky Pražský hrad a Vyšehrad. Pražský hrad se sice podařilo 17. dubna 1420 získat lstí Čeňkovi z Vartemberka, umírněnému kališníkovi a nejvyššímu purkrabímu pražskému, ale již 7. května se podrobil Zikmundovi a předal jej do rukou jeho vojáků. Vyšehrad držela královská vojenská posádka, i přes to, že byl 25. října 1419 dobyt husity (později byl znovu vrácen královně Žofii). Na pomoc Praze vyrazili východočeští orebité, táboři vedení Janem Žižkou z Trocnova, ale také husité z Žatce, Loun a Slaného. Zikmund věděl o husitských posilách mířících ku Praze. Naproti táborům vyslal část svého vojska a navíc se Žižkovi před Benešovem postavilo asi 400 jezdců spolu s pěšáky vedenými Petrem ze Šternberka. Táboři vedení Žižkou však křižáky porazili a podařilo se jim tak k Praze se probít včas. Zikmund navíc po jednáních s mladým jihočeským šlechticem Oldřichem z Rožmberka docílil toho, že mladý Rožmberk oblehl se svým vojskem oslabený Tábor. Zikmundovi křižáci vyplenili města Slaný a Louny, kde citelně chyběly městské posádky vyslané na pomoc Praze. Koncem června zaujalo křižácké vojsko vedené Pippem Spanem konečné postavení před Prahou. Kronikáři uvádějí, že v křižáckém táboře, který se táhl od Pražského hradu po vesnici Bubny, bylo prý až 80 000 vojáků. Podle moderních odhadů to mohlo být až 30 000 vojáků, i přes to se však jednalo o obrovskou sílu. Hlavní město bránilo něco kolem 9 000 mužů ve zbrani. Jakmile se táboři v Praze dozvěděli o obležení Tábora Rožmberkovou armádou, vyrazilo 25. června zpět na pomoc zhruba 350 jezdců vedených Mikulášem z Husi. 30. června pak táborští jezdci využili momentu překvapení a za pomoci útoku posádky Tábora se jim podařilo oblehatele rozehnat.

### Rozhodující boje

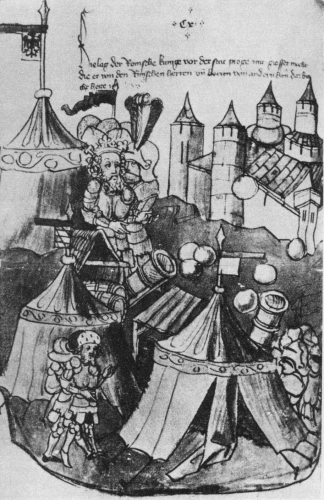
Zikmund Lucemburský v Čechách

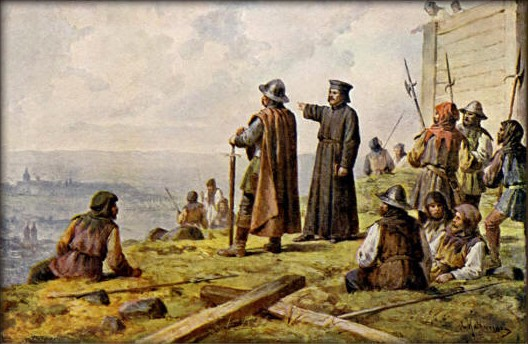
Jan Žižka s Václavem Korandou na Vítkově na obraze od Josefa Mathausera

Křižáci se pokusili Prahu oblehnout a vyhladovět ji, avšak problémy se zásobováním mělo naopak právě obrovské katolické vojsko. Strategický význam získal vrch Vítkov, kolem něhož vedla do obležené Prahy poslední zásobovací cesta. 13. července podnikli křižáci první, nejspíše cvičný, útok na Špitálském poli. Druhého dne se potom pokusili o dobytí Vítkova, který byl husity narychlo opevněn (byly zde postaveny dřevěné sruby). Útočníci byli odraženi pouze malým houfem husitů vedených Janem Žižkou. Křižáci v nastalém chaosu začali ustupovat a nakonec byli na Špitálském poli poraženi a začali neuspořádaně ustupovat. Velká část zmateně utíkajících katolických vojáků se utopila, když se pokoušela přebrodit přes Vltavu do svého tábora.

### Konec výpravy
Tato malá bitva znamenala rozklad první křížové výpravy a po požáru, který zachvátil tábor oblehatelů 19. července, se křižácká vojska začala postupně rozcházet domů. Zklamaní křižáci si vylévali svou zlost drancováním okolních vesnic a pácháním zvěrstev na domácím obyvatelstvu. Zikmund Lucemburský se 28. července nechal spěšně korunovat českým králem a 30. července výpravu ukončil. Následně opustil Prahu a zamířil se zbytkem svého vojska do Kutné Hory.

## Důsledky výpravy

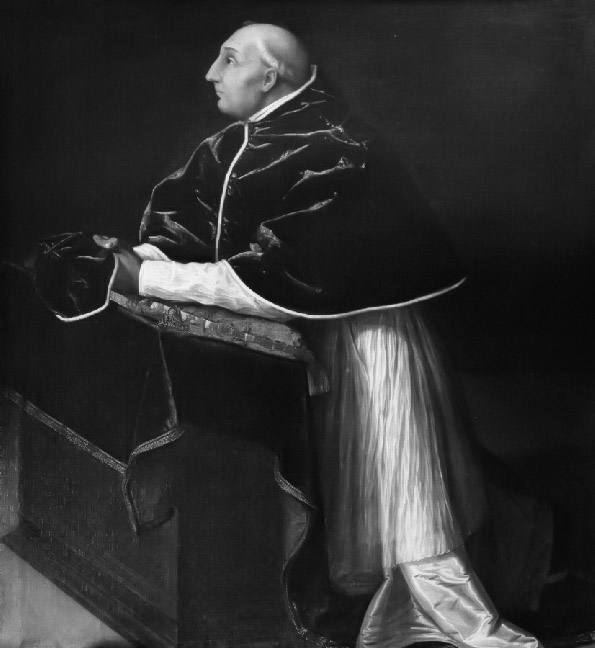
Portrét papeže Martina V.

První křížová výprava nezaznamenala kromě korunovace Zikmunda Lucemburského českým králem žádný citelný úspěch. Husitská většina národa navíc Zikmunda jako svého krále stejně neuznala. Katolickým pozitivem byl fakt, že se podařilo udržet králi oddané pevnosti Pražský hrad a Vyšehrad, jejichž posádky nadále znamenaly hrozbu v zádech pražských husitů. Další Zikmundův plán na obsazení oslabeného Tábora spojencem Oldřichem z Rožmberka se také nezdařil. Od krále se kvůli drancování země zahraničními vojsky odvracela domácí znechucená šlechta.
Naopak husité slavili nečekaný úspěch. Podařilo se jim bez velkého vítězství v boji odrazit obrovskou přesilu zahraničních vojsk.